# Contrarrelógio por equipas mistas no Campeonato Mundial de Estrada

Maillot arco-íris outorgado aos campeões da prova

A prova de contrarrelógio por equipas mistas no Campeonato Mundial de Ciclismo em Estrada realiza-se desde a edição de 2019.
Entre 1987 e 1994 a contrarrelógio disputavam-na selecções nacionais amadoras. A partir do Mundial de 2012 voltou-se a correr esta prova, mas com a variante de que não a disputavam as selecções, senão equipas profissionais. Depois da edição de 2018 decidiu-se não organizar mais essa carreira, mudando-a para a seguinte edição por uma contrarrelógio por equipas nacionais mistos, conformados por três homens e três mulheres.

## Palmarés
| N.º       | Ano         | Sede                       | Ouro | Prata                                                                                               | Bronze |
| --------- | ----------- | -------------------------- | --- | --------------------------------------------------------------------------------------------------- | --- |
| I – LXXXV | 1927 – 2018 | Não realizados             | Não realizados                                                                                               | Não realizados                                                                                      | Não realizados                                                                                                  |
| LXXXVI    | 2019        | Yorkshire · ( Reino Unido) | Países Baixos · Koen Bouwman · Bauke Mollema · Jos van Emden · Lucinda Brand · Riejanne Markus · Amy Pieters | Alemanha · Tony Martin · Nils Politt · Jasha Sütterlin · Lisa Brennauer · Lisa Klein · Mieke Kröger | Reino Unido · John Archibald · Daniel Bigham · Harry Tanfield · Lauren Dolan · Anna Henderson · Joscelin Lowden |

## Medalheiro histórico
- Até Yorkshire 2019

| # | País          | Medalha de ouro | Medalha de prata | Medalha de bronze | Total |
| - | ------------- | --------------- | ---------------- | ----------------- | ----- |
| 1 | Países Baixos | 1               | 0                | 0                 | 1     |
| 2 | Alemanha      | 0               | 1                | 0                 | 1     |
| 3 | Reino Unido   | 0               | 0                | 1                 | 1     |
|   | TOTAL         | 1               | 1                | 1                 | 3     |